# فورنوفو دي تارو
فورنوفو دي تارو (بالإيطالية: Fornovo di Taro)‏ هي بلدية في مقاطعة بارما في إقليم إميليا رومانيا الإيطالي.

## السكان
في سنة 1861 بلغ عدد السكان 3٬041 نسمة، وتطور العدد ليصل في سنة 2017 لـ 8٬922 نسمة.
يظهر هذا المخطط البياني تطور النمو السكاني لـ فورنوفو دي تارو